# Layla Moran
Layla Michelle Moran (/məˈɹæn/; nascida em 12 de setembro de 1982) é uma política liberal democrata britânica que está a servir como porta-voz dos Liberais Democratas para as Relações Exteriores e Desenvolvimento Internacional desde 2020 e como membro do Parlamento de Oxford West e Abingdon desde 2017.
Moran assumiu-se como pansexual em 2020 e acredita-se que seja a primeira parlamentar do Reino Unido a fazê-lo. Ela é a primeira parlamentar de ascendência palestina.
Moran frequentou escolas particulares em Bruxelas, Kingston na Jamaica e a Roedean School perto de Brighton. Ela estudou Física no Imperial College London e completou o seu PGCE na Brunel University London. Ela trabalhou como professora de matemática e física. Moran fez campanha sem sucesso como candidata Liberal Democrata em Battersea nas eleições gerais de 2010 e no distrito eleitoral do Centro-Oeste na eleição da Assembleia de Londres em 2012.
Ela disputou Oxford West e Abingdon nas eleições gerais de 2015, ficando em segundo lugar. Ela foi selecionada para o assento novamente nas eleições gerais de 2017 e foi eleita para a Câmara dos Comuns, derrotando a deputado conservador Nicola Blackwood, com 26.256 votos (43,7%) e uma maioria de 816 votos.
Ela atuou como porta-voz dos Liberais Democratas do Departamento de Educação sob três líderes de 2017 a 2020 e foi porta-voz do Departamento para o Digital, Cultura, Média e Desporto de 2019 a 2020. Depois de Jo Swinson ter perdido o seu assento nas eleições gerais de 2019, Moran tornou-se a líder dos liberais democratas nas eleições de liderança de 2020, que ela perdeu para o líder interino Sir Ed Davey. Em 31 de agosto de 2020, Davey nomeou Moran como secretária de Relações Exteriores dos Liberais Democratas e como porta-voz de Desenvolvimento Internacional no dia seguinte.

## Início de vida e carreira
Layla Michelle Moran nasceu em Hammersmith, Londres, em 12 de setembro de 1982, a filha mais velha do diplomata James Moran e Randa Moran, uma cristã palestina de Jerusalém. O seu bisavô foi o escritor palestino Wasif Jawhariyyeh, que publicou extensas memórias. Moran descreve-se como uma palestina britânica. Sobre a sua educação, Moran disse: "A minha formação palestiniana deixou-me interessada ao nível global. A política estava sempre na mesa de jantar; isso preparou-me para envolver-me." Moran foi criada como uma cristã cultural e agora identifica-se como uma humanista.
Como o seu pai era diplomata da União Europeia e os seus antecessores, Moran cresceu em vários países, incluindo Bélgica, Grécia, Etiópia, Jamaica e Jordânia. Ela frequentou escolas particulares em Bruxelas, Kingston na Jamaica e a Roedean School em Brighton. De 2000 a 2003, ela estudou física no Imperial College London, e de 2005 a 2007 completou um PGCE na Brunel University London. De 2007 a 2008, fez mestrado em educação comparada no Instituto de Educação da UCL.
De 2003 a 2012, Moran foi professora de matemática e física na International School of Brussels e em duas escolas em Londres: Queensmead School e Southbank International School. Entre 2009 e 2013 trabalhou como tutora de cursos em meio período para a Oxford Study Courses, empresa que auxilia professores e alunos do Bacharelado Internacional, e a partir de 2013 foi gerente académica em tempo integral.

## Carreira política
Moran foi selecionada como candidata Liberal Democrata por Battersea nas eleições gerais de 2010 e ficou em terceiro lugar. Ela também se candidatou ao distrito eleitoral do Centro-Oeste na eleição da Assembleia de Londres de 2012, ficando em quarto lugar.
Moran disputou Oxford West e Abingdon nas eleições gerais de 2015, ficando em segundo lugar. Ela foi selecionada para o cargo novamente nas eleições gerais de 2017 e ganhou o assento de Nicola Blackwood, uma conservadora que era então ministra da Saúde, com 26.256 votos (43,7%) e uma maioria de 816 votos. Moran tornou-se a primeira membro do Parlamento do Reino Unido de ascendência palestiniana e a primeira mulher deputada liberal democrata de uma minoria étnica.
Em junho de 2017, Moran foi nomeada porta-voz Liberal Democrata para a educação, ciência e jovens na Câmara dos Comuns. Naquele mês, ela usou o seu discurso inaugural para pedir financiamento mais justo para as escolas e, em julho de 2017, ela manifestou-se contra o fecho de todos os centros infantis Sure Start em Oxfordshire no início do ano. Também em julho de 2017, Moran foi zombada por acusar os conservadores de subfinanciar um novo esquema para fornecer 30 horas de creche gratuita para os filhos de pais que trabalham. Mais tarde, em 2017, ela foi nomeada membro do Comité de Contas Públicas, responsável por supervisionar os gastos do governo.
Em maio de 2019, Moran anunciou que, sendo uma parlamentar relativamente nova, não concorreria às eleições de liderança dos Liberais Democratas de 2019. Ela havia sido considerada a favorita para substituir Vince Cable como líder, após o seu anúncio em setembro de 2018 de que ele pretendia renunciar ao cargo. Nas eleições gerais de 2019, ela candidatou-se à reeleição, aumentando a sua maioria para 8.943. Em março de 2020, Moran anunciou que concorreria às eleições de liderança de 2020. Moran terminou em segundo lugar com 35,6% dos votos, perdendo para Ed Davey, o co-líder interino.
Moran também tem sido uma voz de liderança na chamada para uma revisão completa do currículo de história do GCSE. Ela argumenta que, para combater o racismo institucional na sociedade, os alunos devem aprender sobre o passado colonial da Grã-Bretanha e as injustiças que ocorreram dentro dele. Em 2020, mais de 250.000 pessoas assinaram uma petição pedindo que 'a história colonial da Grã-Bretanha fosse uma parte obrigatória do currículo', o que levou Moran e outros 30 deputados de vários partidos a aplicar maior pressão sobre o governo para fazer mudanças significativas no currículo de história.
Em 2021, Moran foi uma dos três deputados que entraram com sucesso na justiça contra o Departamento de Saúde e Assistência Social por contratos concedidos durante a pandemia de COVID-19.

## Posições políticas

### Alterações Climáticas
Moran apoia a ação perante as alterações climáticas e foi a única deputada de Oxfordshire a apoiar o projeto de lei de Emergência Climática e Ecológica (CEE).

### União Europeia
Moran opôs-se ao Brexit e apoiou um segundo referendo sobre a adesão à UE. No entanto, após as eleições gerais de 2019, ela disse que a política foi um erro.

### Política externa
Moran opôs-se à invasão do Iraque em 2003. Ela opôs-se aos cortes na ajuda externa ao Iêmen. Ela também critica a intervenção liderada pela Arábia Saudita no Iémen.
Moran acredita que o Reino Unido deveria anunciar o reconhecimento do Estado da Palestina. Ela chamou os nomes das crianças mortas na crise Israel-Palestina de 2021 no Parlamento.
Moran apoiou um inquérito sobre os desaparecimentos de Mohammed Bin Nayef e do príncipe Ahmed Bin Abdulaziz da Arábia Saudita. Ela também é crítica do comércio de armas entre a Reino Unido e a Arábia Saudita, e é uma crítica da Rússia. Em fevereiro de 2022, ela usou a capa do privilégio parlamentar para nomear os Navalny 35, oligarcas russos que, como aliados de Vladimir Putin, deveriam ter sanções impostas sobre eles.
Moran é uma defensora de Nazanin Zaghari-Ratcliffe e pediu a sua libertação da prisão no Irão.

## Vida pessoal
Em entrevista ao The Times, Moran afirmou que sofreu de depressão quando era estudante e atribuiu isso a uma autoimagem negativa decorrente do estigma social da obesidade. Ela passou por uma cirurgia de grampeamento no estômago para a ajudar a perder peso.
Em 2013, Moran e o seu então namorado Richard Davis foram brevemente interrogados pela polícia, depois de ela o ter esbofeteado durante uma discussão no seu quarto de hotel na Conferência Federal Liberal Democrata. Nenhuma acusação foi feita, mas o relacionamento terminou posteriormente.

Em 2 de janeiro de 2020, Moran revelou em entrevista à PinkNews que ela é pansexual; acredita-se que ela seja a primeira parlamentar do Reino Unido a assumir-se como pansexual. Moran também revelou que estava num relacionamento estável com Rosy Cobb, ex-assessora de imprensa liberal-democrata. Cobb foi suspensa pelo partido durante a eleição geral anterior por uma acusação de que ela havia forjado um e-mail.